# 帽子屋お松
帽子屋お松（ぼうしやおまつ、1978年6月18日 - ）は、日本のお笑いタレント、作家。大阪府出身。本名は松崎 智文（まつざき ともふみ）。かつてはよしもとクリエイティブ・エージェンシーに在籍していた。

## 概要
- 吉本興業に所属していた時期の前はインディーズ芸人として活動しており、吉本所属後には2006年の「オールザッツ漫才」（毎日放送）にワンコイン組から勝ち上がり、2回戦から出場した。芸風は高い声と低い声を巧妙に使い分け1人コントを行っていた。元々は、バイク川崎バイクとお笑いコンビ「街の帽子屋さん」を結成し、活動していた。また、「バイク川崎バイク」の名付け親でもある。
- 単独コントライブ「セメタン」を定期的に開催している。
- 京橋花月劇団PLAYERSに所属、劇団解散後はピン芸人、役者、作家として活動していた。
- 2020年6月6日に、よしもとクリエィティブエージェンシーからの退所を発表。現在はフリーで、劇団0F（ゼロフレーム）の主宰として活動している。

## 受賞歴
- 第37回・第38回「キタイ花ん」優勝